# Ras Tanura
Ras Tanura (arabă رأس تنورة, internațional Ras Tanura, inclusiv Ras Tannura) este o așezare în "Provincia de Est" din Arabia Saudită pe o peninsulă în Golful Persic, unde se află un mare terminal de încărcare a petrolului  și o mare rafinărie de petrol. Aici locuiesc angajații care lucrează la cele două obiective economice.

## Geografia
Între Jubail (arabă:الجبيل) în nord și Dammam (arabă:الدمام‎) în sud, sunt aproximativ 21 km lungime și în partea de nord nu sunt mai mult de 6 kilometri lățime. Umiditatea este foarte mare, temperaturile pot ajunge la peste 50 °C în timpul verii.

## Portul petrolier
Ras Tanura are cel mai mare terminal de petrol din lume. Acesta are un chei cu 11 dane unde adâncimea apei este de 12-15 metri. Portul dispune de instalații care permit încărcarea tancurilor petroliere de până la 500.000 tone. Ras Tanura are o capacitate de încărcare totală de 6 milioane de barili/zi.